# Barigona
Barigona (Colpothrinax) je malý rod palem, zahrnující pouze 3 druhy. Je rozšířen ve Střední Americe a na Kubě. Jsou to středně vysoké, beztrnné palmy s dlanitými listy a solitérním přímým kmenem. Květenství jsou větvená, vyrůstají v koruně a svojí délkou nepřesahují listy. Plodem je peckovice. Tyto palmy jsou v tropech pěstovány jako okrasné rostliny a mají lokální využití. Kubánský druh Colpothrinax wrightii má zajímavě tvarovaný ztlustlý kmen.

## Popis
Barigony jsou středně velké, beztrnné, jednodomé stromovité palmy. Kmen je přímý, solitérní, zpočátku pokrytý vláknitými listovými pochvami, později holý. Druh C. wrightii má kmen nápadně vřetenovitě ztlustlý. Listy jsou dlanitozpeřené s krátkým středním žebrem, induplikátní. Listové pochvy jsou vláknitě rozpadavé. Řapík je dlouhý, s ostrým, beztrnným, hustě šupinatým okrajem. Čepel listu je v obrysu okrouhlá, nepravidelně členěná na úzké, jednoduše přeložené segmenty. Na rubu čepele je voskovitý povlak.
Květenství jsou jednotlivá, dlouze stopkatá, hustě plstnatá, s listeny, vyrůstající z listové růžice a kratší než listy. Jsou větvená až do 4. řádu. Květy jsou přisedlé, v květenství jednotlivé, oboupohlavné, s trojčetným okvětím. Kalich je číškovitý, zakončený 3 krátkými laloky. Koruna je dužnatá, na bázi trubkovitá, přesahující kalich a zakončená 3 protáhlými laloky. Tyčinek je 6, nitky jsou na bázi srostlé v číšku spojenou s korunou. Gyneceum je složené ze 3 plodolistů. Pestíky jsou na bázi volné, se srostlými čnělkami. Blizna je tečkovitá. Plody jsou kulovité, na povrchu hladké peckovice. Dužnina (mezokarp) je dužnatá, s podélnými vlákny, pecka (endokarp) tvrdá. Semena jsou kulovitá, s homogenním endospermem.

## Rozšíření
Rod zahrnuje 3 druhy a je rozšířen ve Střední Americe a v Karibiku. Druh C. wrightii je endemit Kuby a roste především na savanách s křemičitým písčitým podkladem. Ostatní 2 druhy rostou ve Střední Americe: C. cookii v Guatemale, Belize a Hondurasu, C. aphanopetala v Kostarice, Nikaragui a Panamě. Středoamerické druhy rostou v horských a podhorských tropických deštných lesích v nadmořských výškách od 700 do 1600 metrů.

## Název
Český název barigona je odvozen od kubánského názvu barrigona pro druh C. wrightii. Barrigona v překladu znamená břicho či pupek a vztahuje se ke tvaru kmene.

## Taxonomie
Rod Colpothrinax je v rámci taxonomie palem řazen do podčeledi Coryphoideae a tribu Livistoneae. Mezi blízce příbuzné rody náleží podle výsledků molekulárních studií např. Washingtonia, Pritchardia, Serenoa nebo Brahea. Po morfologické stránce je velmi podobný zejména rodu Pritchardia.

## Ohrožení
Kubánský druh Colpothrinax wrightii je v Červeném seznamu ohrožených druhů IUCN veden jako zranitelný druh. Je ohrožován zejména nadměrnou těžbou dřeva, listů a plodů pro lokální využití. Přirozená obnova je slabá.

## Význam
Kmeny C. wrightii jsou místně využívány k výrobě kánoí, z listů se vyrábějí došky ke krytí střech a plody slouží jako krmivo prasat. Všechny 3 druhy jsou pěstovány jako okrasné palmy s estetickou hodnotou.